# Precariedad laboral

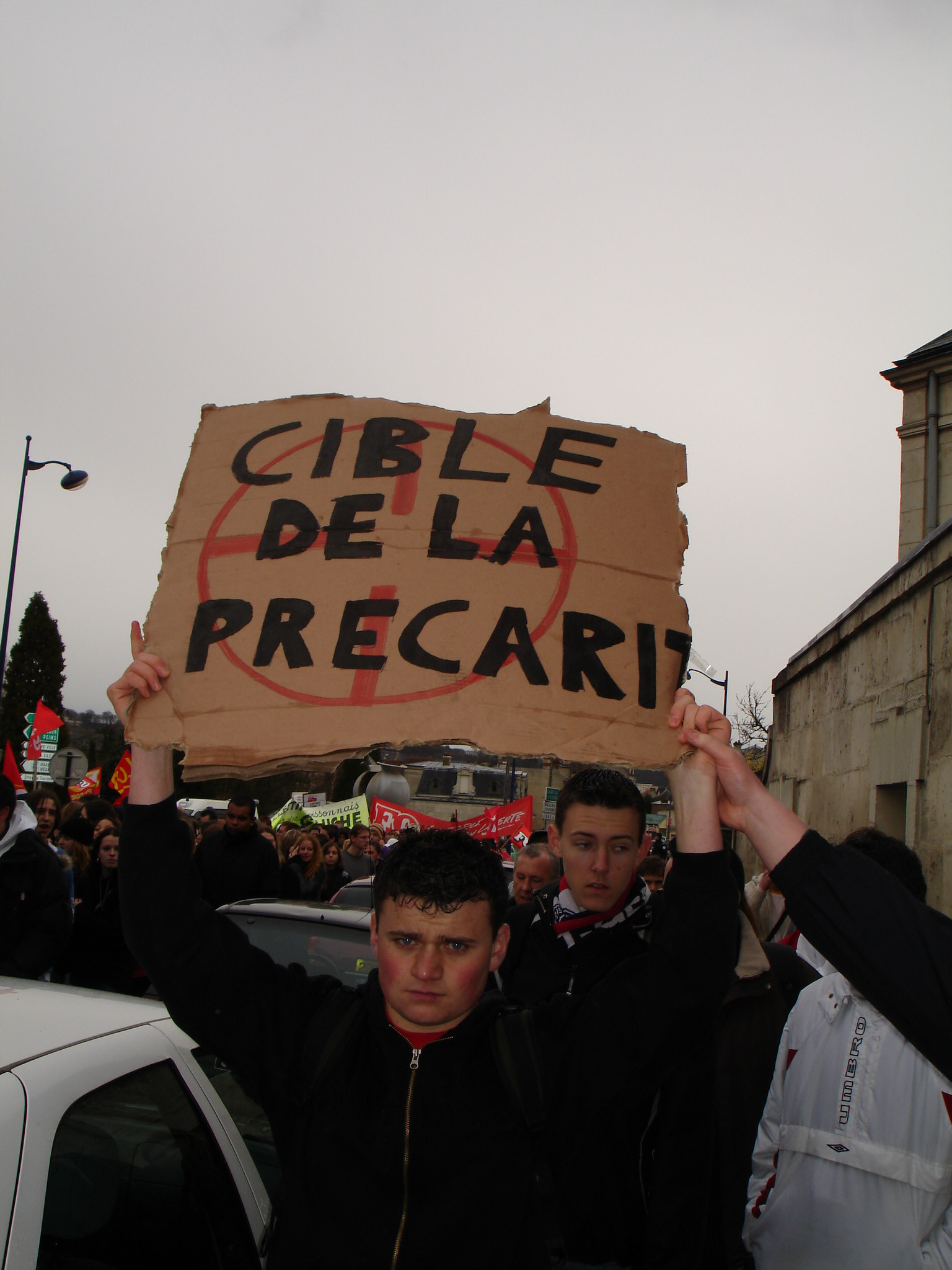
Manifestantes contra la precariedad laboral. Soissons (Aisne), 28 de marzo de 2006.

Se denomina precariedad laboral a la situación en que viven las personas trabajadoras que, por razones diversas, sufren procesos que conllevan inseguridad, incertidumbre y falta de garantía en las condiciones de trabajo, más allá del límite considerado como normal.

De acuerdo con la Organización Internacional de Trabajo, el empleo precario es la
Relación laboral donde falta la seguridad de empleo, uno de los elementos principales del contrato de trabajo. Este término comprende el contrato temporal y el contrato a tiempo fijo, trabajo a domicilio y la subcontratación. 
La precariedad laboral tiene especial incidencia cuando los ingresos económicos que se perciben por el trabajo no cubren las necesidades básicas de una persona, ya que es la economía el factor con el que se cuenta para cubrir las necesidades de la población. En las sociedades desarrolladas, las necesidades a satisfacer con los ingresos salariales no implican solo aquellas que están relacionadas con la mera supervivencia biológica (alimentos, cobijo, vestido, etc.), sino que incluyen un numeroso grupo de demandas relacionadas con el hecho de nuestra naturaleza social: afectos, ocio, cuidados, cultura, educación, comunicación,
etc.
Ejemplos de precariedad laboral son: que el trabajador no reciba el sueldo que le corresponde por el trabajo que realiza, que no esté inscrito en la Seguridad Social de su país (en el caso de Ecuador, IESS, ISSPOL o ISSFA), que las condiciones laborales sean insalubres, que trabaje sin contrato, etc.

## Dimensiones de la precariedad laboral
Uno de los aspectos que también son importantes de la precariedad laboral es su medición empírica. Debido a que esta variable no se encuentra como tal en las encuestas de trabajo y empleo, se ha tratado de identificar y hacer operativas dimensiones que permiten ciertos acuerdos en la investigación empírica orientada a estudios de caso o comparativos. En tal sentido, ESOPE (2004: 46) propone delimitar estrictamente el concepto de precariedad laboral en cuatro dimensiones: temporal, organizacional, económica y social.

## Relaciones laborales precarias
- La temporalidad de los contratos de trabajo es uno de los factores que más contribuyen a la precariedad laboral. Este modelo de contratación es utilizado de forma masiva en el nuevo modelo social de relaciones laborales. La temporalidad de los contratos de trabajo genera desempleo e inseguridad en los ingresos económicos de las personas sujetas a contratos temporales. La rotación no solo recorre el camino del empleo temporal al desempleo sino que, además, genera una movilidad muy alta en el mercado de trabajo ya que los trabajadores sufren cambios permanentes en lo relativo a la actividad.[5]

- Asimismo, se considera precariedad que los trabajadores no sean dados de alta en la Seguridad Social y, por tanto, carezcan de las prestaciones a las que sí tienen derecho los inscritos.

- Otra forma de precariedad es tener contratados como trabajadores autónomos a quienes en realidad son asalariados (falsos autónomos), lo que en determinados países es ilegal.[6] Esto debe distinguirse de otra figura que sí es legal, el trabajador autónomo económicamente dependiente (TRADE o TAED).

- También se percibe como precariedad que el salario que se obtenga por el trabajo realizado resulte insuficiente para cubrir los costes mínimos de una vida autónoma para la persona trabajadora.

- De igual forma, se estima precario un sueldo por hora tan bajo que, para lograr ingresos suficientes, obliga a realizar jornadas de trabajo (u horas extra) muy superiores a las legales.

- Asimismo, puede ser percibido como síntoma de precariedad el tener que trabajar a tiempo parcial cuando lo que se desearía es un empleo a tiempo completo. Esto puede impedir a la persona trabajadora conseguir ingresos suficientes o abocarla a tener varios trabajos, por ejemplo, uno por las mañanas y otro por las tardes (pluriempleo).[7]

## Trastornos en la salud generados por la precariedad en el trabajo
La precariedad laboral puede producir un aumento del sufrimiento psicológico y un empeoramiento de la salud y calidad de vida de las personas que dependen de esa actividad laboral insegura. La incertidumbre sobre el futuro que ocasiona el trabajo precario altera el comportamiento social del individuo, porque aumenta las dificultades para conformar y afianzar identidades individuales y colectivas en torno al trabajo.
La estabilidad en el empleo es uno de los elementos que más se valoran por parte de los trabajadores. Así que el trabajo temporal es percibido como una anomalía y, si persiste en el tiempo, quien tiene un empleo precario es visto por el colectivo de trabajadores como una persona estigmatizada, con intereses y solidaridades opuestas. Las personas con trabajo precario se sienten permanentemente inseguras, porque sienten la amenaza abstracta de pérdida de empleo o las amenazas concretas de pérdida de ciertos aspectos del trabajo que son valorados muy positivamente, como la carrera profesional, las retribuciones, el estatus, etc.

## Grupos sociales afectados por la precariedad laboral
La precariedad laboral es un conjunto de inactividad, desempleo, eventualidad, empleo forzoso a tiempo parcial y economía sumergida que afecta más a las mujeres que a los varones, a los jóvenes en mayor medida que a los mayores, e incide más en unas regiones que en otras. Asimismo, hay que destacar la grave situación de algunos colectivos como los parados de larga duración mayores de 40 años, las minorías étnicas, los inmigrantes y las personas con discapacidad.

### Precariedad en las mujeres inmigrantes
Las mujeres inmigrantes son un colectivo en doble desventaja por su doble condición, una de mujer y otra de extranjera. Se sitúa como uno de los colectivos que más atención necesita para su inserción social y laboral para poder equipararse en la sociedad a otros colectivos. 
La llegada a una sociedad de recepción está marcada por desigualdades, tanto en recursos básicos como en condiciones laborales y de vida, que afectan a la manera en que se desarrollan las personas en este nuevo entorno. 
Concretamente, dentro del colectivo diverso de extranjeros, la inmigración femenina tiene características particulares que son poco consideradas cuando se analizan los fenómenos migratorios.
Actualmente, el fenómeno de las migraciones de mujeres en Europa no solo viene dado por sus grandes cifras, sino también por el protagonismo que ha ido adquiriendo tanto a nivel económico como social en los países receptores. Por lo general, suelen ser las primeras de la familia en iniciar la marcha a otro país para preparar la llegada del resto de los miembros de la familia. En muchas ocasiones, se obvia este hecho y se masculiniza.
Las actividades productivas que desarrolla este colectivo suelen ser ocupaciones discriminadas por el género, puestos de trabajo que anteriormente ocupaban mujeres de la sociedad de acogida. En la actualidad, la mayoría de ellas trabaja como proveedoras de servicios, a partir del rol femenino tradicional, ya sea por el cuidado de personas como del hogar.
Las mujeres suelen insertarse laboralmente en el servicio doméstico (en muchos casos como internas) teniendo trabajos mal remunerados, temporales, flexibles y largas jornadas en un régimen laboral irregular. Por lo general, suelen ser trabajos desprestigiados por la sociedad receptora.
Estadísticas:
Distribución del trabajo por sexo
- Unidades: Miles de personas

|                                                                | Varones: Valor absoluto | Varones: Porcentaje | Mujeres: Valor absoluto | Mujeres: Porcentaje |
| -------------------------------------------------------------- | ----------------------- | ------------------- | ----------------------- | ------------------- |
| Trabajadores de servicios de salud y cuidado de personas       | 244.0                   | 19.4%               | 1014.1                  | 80.6%               |
| Trabajadores no cualificados en servicios (excepto transporte) | 321.3                   | 18%                 | 1468.3                  | 82%                 |

Cabe destacar que, actualmente, el grupo de mujeres con permiso de trabajo es menor que al de hombres.
Ocupados por nacionalidad y sexo.
- Unidades: Miles de personas

|         | Española (2011) | Extranjera: total (2011) |
| ------- | --------------- | ------------------------ |
| Varones | 8641.3          | 1220                     |
| Mujeres | 6793.2          | 1163.3                   |

Tasas de actividad por nacionalidad y sexo
|         | Española (2011) | Extranjera: total (2011) |
| ------- | --------------- | ------------------------ |
| Varones | 65.13%          | 82.84%                   |
| Mujeres | 50.19%          | 69.75%                   |

Toda esta situación socioeconómica condena a las mujeres a desigualdades y exclusión social.

“«Mujeres e inmigradas» emergen como el equivalente sistemático del proletariado que se desarrolla fuera de los países de origen. Además y por otra parte, las demandas de la fuerza de trabajo del máximo nivel profesional y gerencial, en las ciudades globales, son tales, que los modos corrientes de manejar las tareas y los estilos de vida domésticos se vuelven inadecuados. Como consecuencia estamos observando el retorno de las llamadas «clases de servidumbre», compuestas en su mayoría por inmigradas y mujeres migrantes.”

## Consecuencias de la precariedad en las relaciones laborales
La precariedad puede llevar a una ausencia de derechos laborales y sociales porque la contratación en precario elimina o mitiga las normas y, en consecuencia, las relaciones laborales pasan a funcionar de formas distintas a las democráticamente previstas (por las leyes).
Tolerar legalmente la precariedad laboral no necesariamente conduce al pleno empleo: en países como España se dan, simultáneamente, un alto desempleo y una alta precariedad. En cambio, de 2017 a 2019, Alemania se encuentra en pleno empleo técnico, pero con millones de los llamados (en alemán) minijobs.

## Precariedad laboral y siniestralidad
Las estadísticas de siniestralidad laboral indican que la incidencia de accidentes de trabajo es más alta entre la población con trabajo precario que entre la que tiene empleo estable, porque los trabajadores precarios conocen menos las normas de seguridad y cómo aplicarlas, y además se les encargan las actividades más nocivas y peligrosas.

## El «precariado», nueva clase social
El «precariado» es un neologismo tomado del estudio de la Fundación Friedrich Ebert, vinculada al Partido Socialdemócrata de Alemania (SPD), cuyo título en castellano puede traducirse como La sociedad en transformación. Hace referencia a personas con contratos de trabajo temporal, o que pasan largas temporadas en el desempleo, con bajos salarios cuando trabajan, sin formación y sin redes familiares.
El término fue introducido en el debate político español en la campaña electoral de las elecciones legislativas de 2008, por Gaspar Llamazares. Según este, sería una clase social, compuesta en España por once millones de trabajadores con empleo precario, con menos de 1.000 euros mensuales y horarios enormes, en la que se incluyen tanto personas de nacionalidad española como inmigrantes. Como concepto ha recibido diversas críticas. La elección de la cantidad de 1000 euros mensuales se hace como referencia al término mileurista, y la terminación en -ariado alude inequívocamente a la categorización clásica (en términos marxistas) de proletariado en la primera y segunda Revolución industrial, que se suele considerar obsoleta a partir de la Tercera revolución industrial.

## Precariedad contractual
Existe en varios países una precariedad por tipo de contrato. Son contratos introducidas en la ley laboral con objetivo de "flexibilizar" el mercado laboral.

### Alemania
Las reformas Hartz, en 2005, introdujeron un nuevo tipo de contrato llamado «minijob». Son contratos de trabajo por pocas horas y con un nivel de protección social reducida. También se conocen como contratos a 450 euros por el techo definido por ley.
Los empleados bajo este tipo de contrato no tienen cobertura sanitaria directa (pueden tenerla indirectamente por su pareja o sus padres). Contribuyen al seguro de jubilación. Tienen derecho a ciertos ayudas sociales, tales como un subsidio para pagar una vivienda y una subvención directa para permitir acceder a las necesidades básicas.
En 2014, había aproximadamente 4 millones de empleados (10% del total) bajo este tipo de contrato.

### Reino Unido
En Reino Unido existen los denominados contratos de cero horas que permiten emplear a un trabajador sin garantizarle un número mínimo de horas semanales de trabajo. Además, los empleados con este tipo de contrato no tienen el mismo nivel de protección social que los trabajadores con contrato clásico. Generalmente, son contratos con menos de 25 horas semanales, por lo cual no acumulan derechos de jubilación estatal, ni se benefician de prestación por incapacidad temporal por accidente o enfermedad.
A finales de 2014, en el Reino Unido había 1,8 millones de estos contratos de un total de poco más de 30 millones.

### Ecuador
En el Ecuador, como parte de las reformas para aplicar la dolarización, se incorporaron los contratos por horas a la legislación nacional. La Constitución de 2008, en su artículo 327 prohíbe toda forma de precarización, incluyendo la contratación laboral por horas. La autoridad nacional electoral ha convocado a consulta popular y referendo, que incluye una pregunta que modificaría el artículo constitucional incluyendo que los contratos a plazo fijo y por horas no constituyan formas de precarización laboral.